# Barrage du Chambon
Le barrage du Chambon est un barrage hydroélectrique français de type poids constituant la retenue du lac du Chambon, dans la région de l'Oisans, dans les Alpes françaises. Il est situé sur les communes de Mizoën et  Les Deux Alpes dans le département de l'Isère, en région Auvergne-Rhône-Alpes, en France. Il a été le plus haut barrage d'Europe pendant près de vingt ans.
Depuis 2003, le barrage du Chambon est labellisé « Patrimoine du XXe siècle » de l'Isère.
La route départementale 1091 (anciennement route nationale 91) passe sur la crête du barrage et longe la retenue d'eau sur sa rive nord.

## Géographie

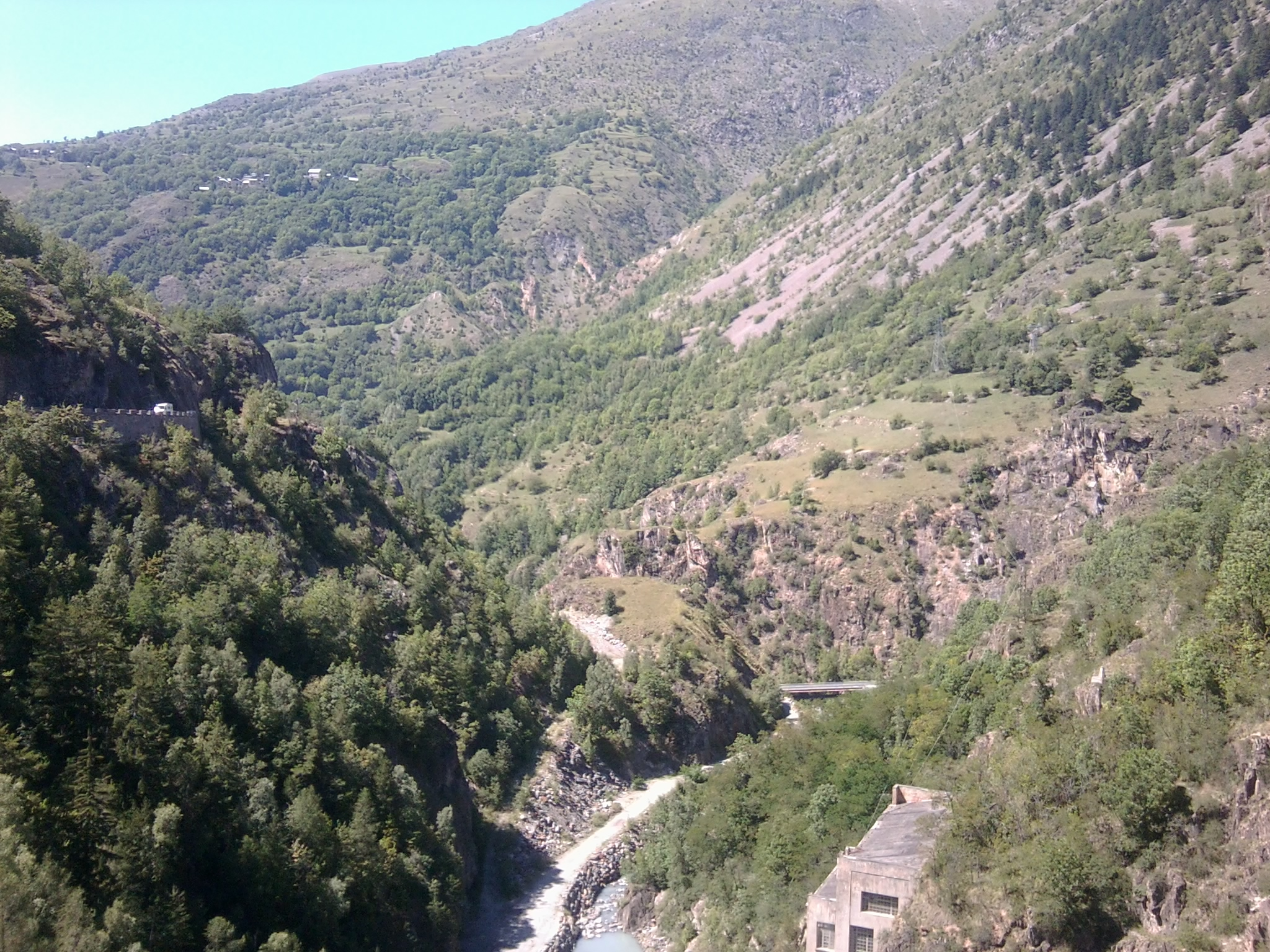
L'Oisans.

### Localisation
Le barrage est situé sur la Romanche, en amont du Freney-d'Oisans et sur les communes de Mizoën et des Deux Alpes. Il a été construit au niveau d'un ancien verrou glaciaire, qui formait un resserrement dans la vallée avec en amont un espace bien plus large : lieu idéal de construction d'un barrage de retenue.
La retenue d'eau forme un lac artificiel appelé lac du Chambon.
Le lac artificiel recouvre « la plaine du Dauphin », en aval de la combe de Malaval, et les anciens hameaux du Chambon, du Dauphin et du Parizet, dépendants de la commune de Mont-de-Lans, noyés lors de la mise en eau du barrage,. Les vestiges de ceux-ci et d'une partie de la route du col du Lautaret restent visibles en fond de vallée lorsque le barrage est vidé pour entretien.

### Géologie
Le barrage est construit à l'emplacement d'un ancien verrou glaciaire, soit un resserrement dans la vallée. Selon les études de l'époque de la construction, ce verrou est constitué de gneiss antéhouillers contre lesquels se sont laminés des calcaires du Trias et des schistes du Lias.
En aval de ce verrou se développent les gorges de l'Infernet constituées de gneiss où descend la Romanche jusqu'à la plaine du Bourg-d'Oisans. Des études géologiques avaient été faites avant la construction du barrage, afin de le réaliser, notamment des sondages de la couche d'alluvions déposée par la Romanche à l'endroit prévu pour celui-ci. Cependant, lors de la construction, avec la mise à nu du rocher sous les alluvions afin de réaliser les fouilles et fondations de l'ouvrage, ont révélé la présence de grandes marmites d'érosion et d'un étroit canyon créé autrefois par le torrent, ce qui a compliqué le chantier, le terrain étant plus complexe et les altitudes de fondation plus basses que ce qui avait été prévu.

## Histoire

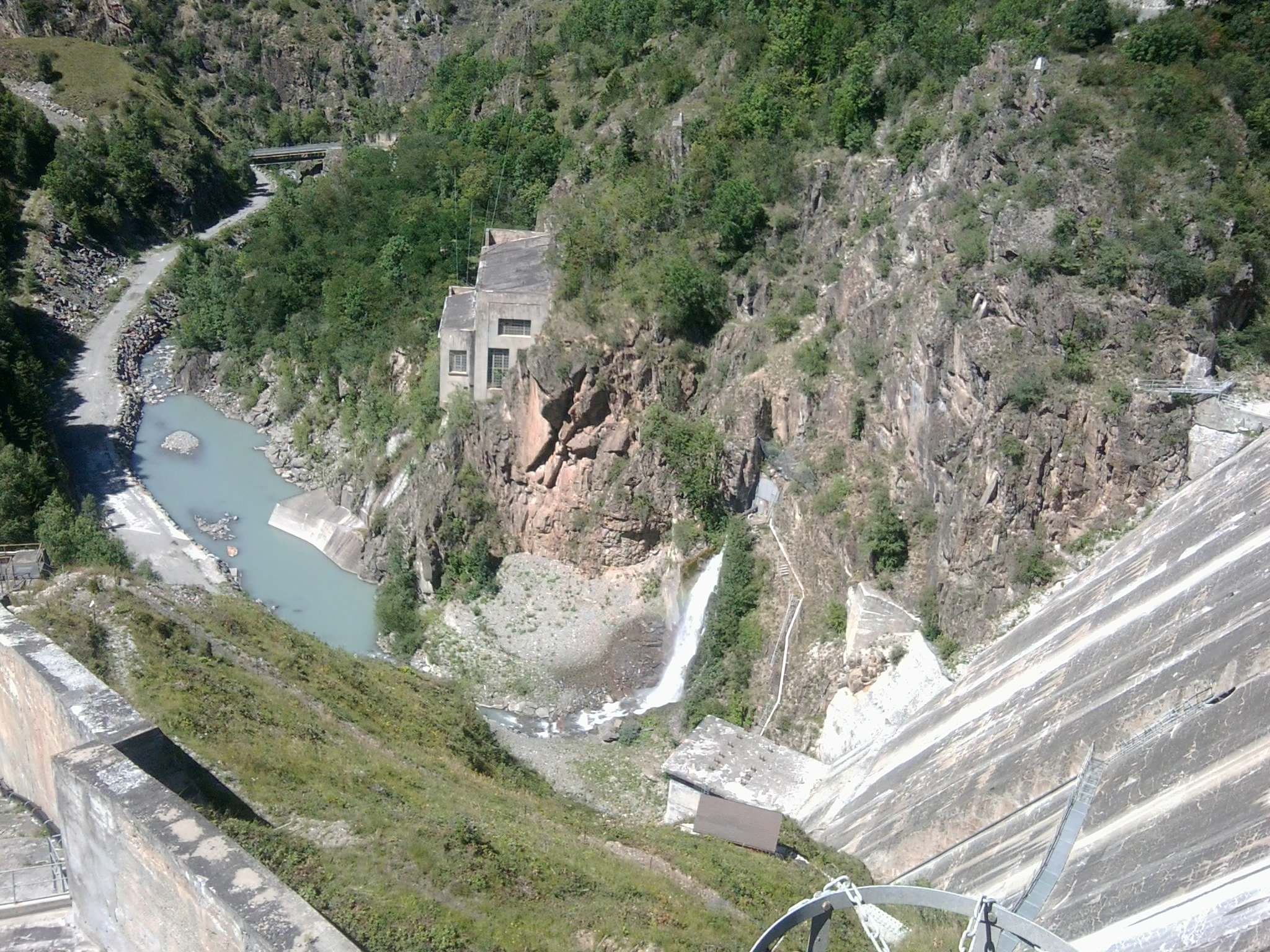
L'aval du barrage.

### Création du barrage
En 1918, le grand industriel Henri Frédet découvre au Chambon les possibilités qu'offrait cet espace restreint de 75 m de longueur. Un choix idéal pour réguler le débit d'eau de la Romanche et par la suite pour alimenter la future usine électrique de Saint-Guillerme, construite à six kilomètres en aval à la sortie des gorges de l'Infernet. En 1921, des études démontrent que la présence dans le sol de schistes cristallins durs est parfaite pour l'imperméabilité. Un potentiel qui retient l'attention, en pleine période de l'intense spéculation boursière des années 1920 sur l'hydroélectricité.

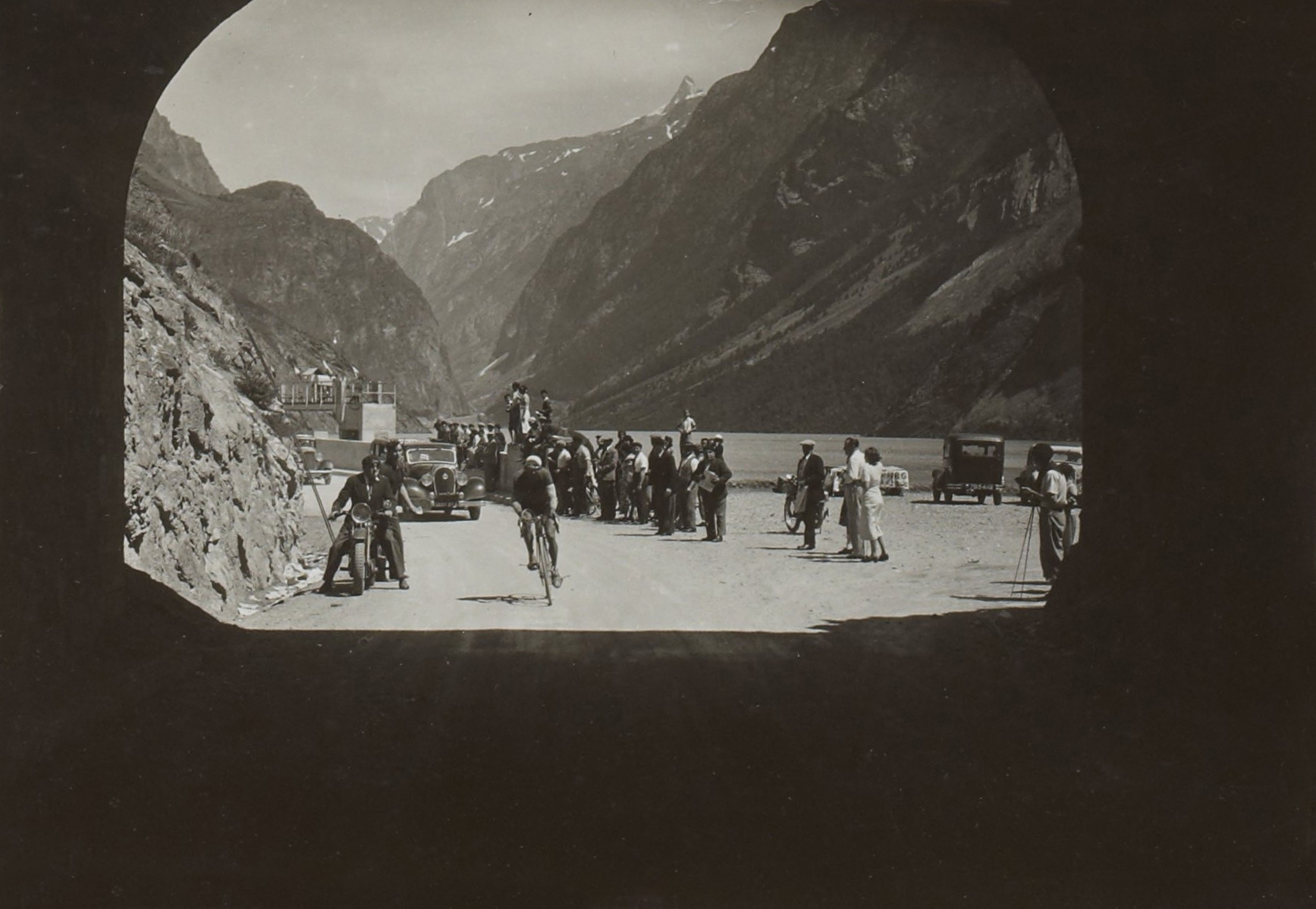
Tour de France 1936. Le cycliste vient de franchir le barrage et va entrer dans le petit tunnel situé à la jonction de la route nationale 91 et de la route départementale menant à Mont-de-Lans. Sont visibles : au second plan, la retenue d'eau du barrage et, en arrière-plan, le massif des Écrins et la Meije.

Après des études plus approfondies, dès 1926, la Société des forces motrices de la Haute Romanche (SFMHR) confiait la construction d'une galerie provisoire, afin de détourner le cours d'eau, et un tunnel de déviation pour la route nationale. L'approbation du projet définitif fut conclue en 1927, puis début 1928, le marché pour le génie civil fut passé, c'est l'entreprise Campenon-Bernard qui remportait l'appel d'offres. Les travaux commencent réellement en septembre 1929, et se sont achevés en décembre 1935.
Pendant la durée des travaux, un téléphérique provisoire a été installé sur 10,5 km de Bourg-d'Oisans au Chambon afin de transporter du ciment et d'autres matériaux plus rapidement. Ce téléphérique était composé de 193 bennes pouvant transporter 250 kg de ciment chacune. Soixante-deux pylônes métalliques ont dû être implantés, certains allant jusqu’à 40 mètres de hauteur et espacés de 900 m comme dans les gorges du Châtelard, pour supporter un câble en acier d'une longueur de 22,5 km.
La mise en eau débuta le 24 avril 1935 et fut terminée le 9 octobre de la même année. Dès mai 1935, les turbines de l'usine électrique de Saint-Guillerme furent alimentées.
La route nationale, qui passait en fond de vallée avant la construction du barrage, est déviée pour longer le lac de retenue en rive nord, traversant notamment le grand et le petit tunnel du Chambon, et passant sur la crête du barrage pour traverser la vallée.

### Réfection de l'ouvrage de la vidange de fond en 1960
En 1956, on s'aperçoit que les alluvions déposées par la Romanche au fond du lac ont obstrué l'ouvrage de vidange situé au bas du barrage et permettant de le vider en cas de besoin. En 1960, est lancée une campagne de travaux visant à résoudre ce problème.
Le chantier comporte trois points importants :
- la vidange du lac artificiel pour que l'eau atteigne son point le plus bas : cette vidange est faite par la conduite qui amène l'eau aux usines de Chambon et de Saint-Guillerme 1
- le détournement de la Romanche pour qu'elle soit évacuée vers cette même conduite
- le pompage de l'eau et l'enlèvement des 16 000 mètres cubes de boues et des arbres accumulés au fond du réservoir, avant de pouvoir dégager l'ancienne grille de la vidange et de la remplacer

Cette dernière opération a eu lieu en hiver, période où le débit des eaux de la Romanche est le plus faible.

### Travaux de confortement
Le béton du barrage subissant un phénomène d'alcali-réaction, plusieurs campagnes de travaux ayant pour objectif de régler les problèmes dus à ce phénomène ont été menées en 1992, 1997 et 2013-2014.

### 2015: glissement de terrain du Chambon

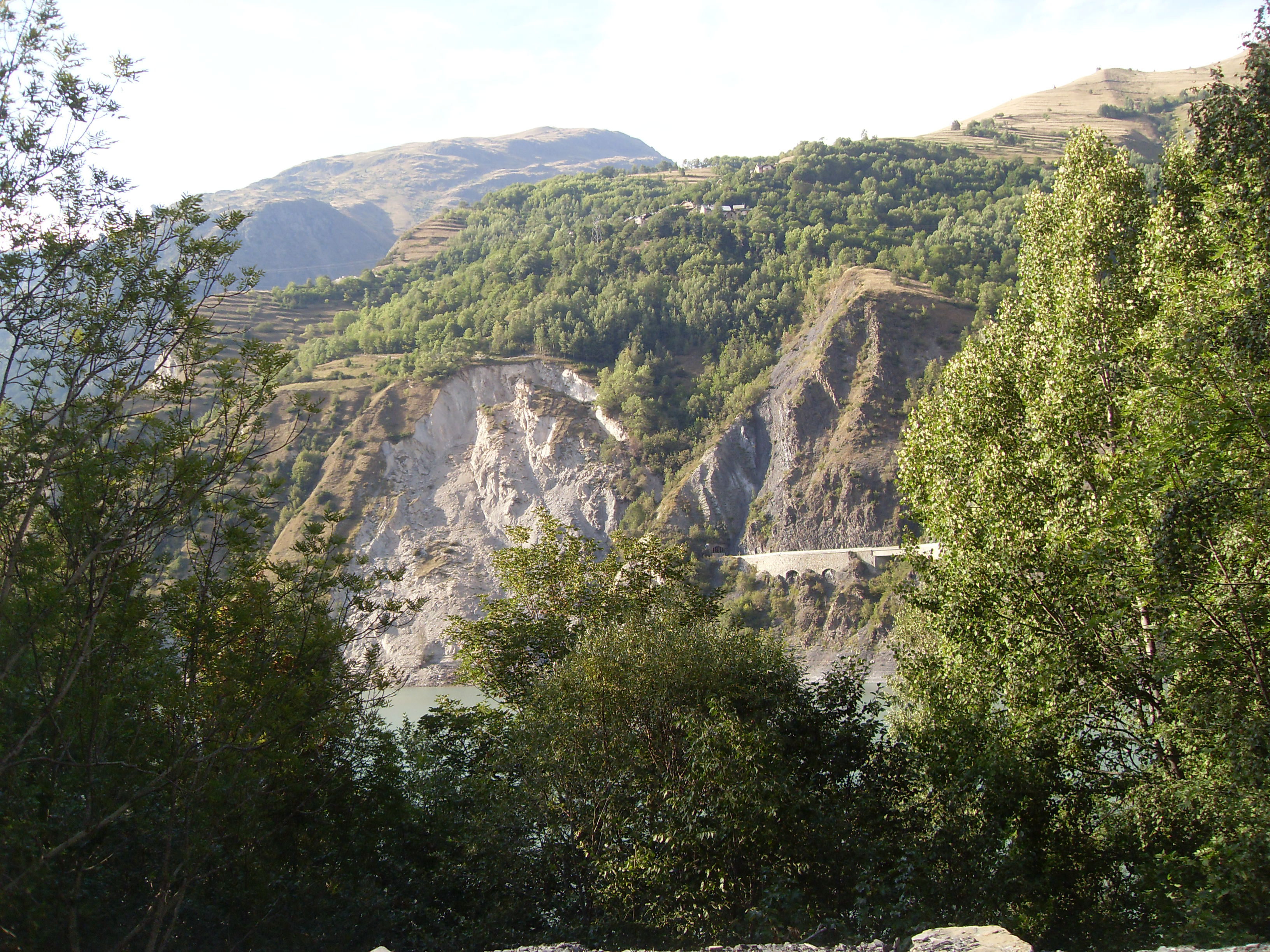
Glissement de terrain du Chambon, photographie prise en 2016, un an après le glissement.

Le 10 avril 2015, la route départementale 1091 longeant le lac du Chambon est fermée en raison d'un glissement de terrain provoquant des éboulements dans le grand tunnel du Chambon, coupant la liaison entre Grenoble et Briançon. Des navettes à travers le lac sont alors mises en place pour la population locale. Le 19 juin, la préfecture de l'Isère annonce qu'un glissement de 600 000  à   1 000 000 m3, se déplaçant de 10  à   15 cm par jour, menace de tomber dans le lac, générant une vague de 1,5  à   4 m de haut. EDF annonce alors, par la voix du directeur du groupement d’exploitation hydraulique Écrins-Vercors, que cet événement géologique sera supporté sans dommage par le barrage. Cet événement entraîne le changement de parcours de la 20e étape du Tour de France 2015 (Modane-L'Alpe d'Huez, prévue le 25 juillet), qui abandonne le passage du col du Galibier pour celui de la Croix-de-Fer,. Les estimations prévoyaient une possibilité de glissement de terrain se produisant début juillet 2015 et pouvant générer une vague de 18  à   80 m sur la berge opposée et de 4 m sur le barrage. D'après les experts[Lesquels ?], « il n'y a aucun risque pour l'infrastructure ». Dans la fin de la nuit du 26 au 27 juillet, 400 000 m3 de roches glissent dans le lac, laissant une masse rocheuse instable de 200 000 m3 sur le versant de la montagne.

## Caractéristiques techniques
Le barrage du Chambon est un ouvrage de type poids, construit en béton. La longueur du couronnement est de 294 m, son épaisseur en crête de 5 m. L'épaisseur à la base est de 70 m et le cube total de maçonnerie de 315 000 m3,.
Une prise d'eau dans la vallée voisine du Ferrand augmente les apports en eau avec un petit barrage de 12,25 mètres de hauteur pour une longueur sur crête de 20 mètres. L'eau est acheminée via une galerie de 510 mètres débouchant 100 mètres en amont du barrage.
En 2013, selon EDF, la réserve d'eau utilisable due à ce barrage est d'environ 48 millions de mètres cubes.
L'eau a été turbinée par les usines du Chambon et de Saint-Guillerme 1 jusqu'en 1984, année où l'usine de Saint-Guillerme 2 (usine souterraine) a pris le relais et les a remplacées,.

### Centrale hydroélectrique
45° 01′ 50″ N, 6° 04′ 44″ E
La vaste salle des machines haute de 40 mètres abrite deux groupes générateurs qui turbinent les eaux de la Romanche sous une hauteur de chute de 298 mètres. Les eaux sont restituées dans le bassin du Clapier qui est utilisé pour régulariser le débit de restitution des eaux dans la Romanche. L'usine est composée de deux groupes Francis de 58 MW à axes verticaux pouvant turbiner 45 m3/s en pleine puissance. La production annuelle moyenne est d'environ 210 GWh,.

### Évacuateurs de crues

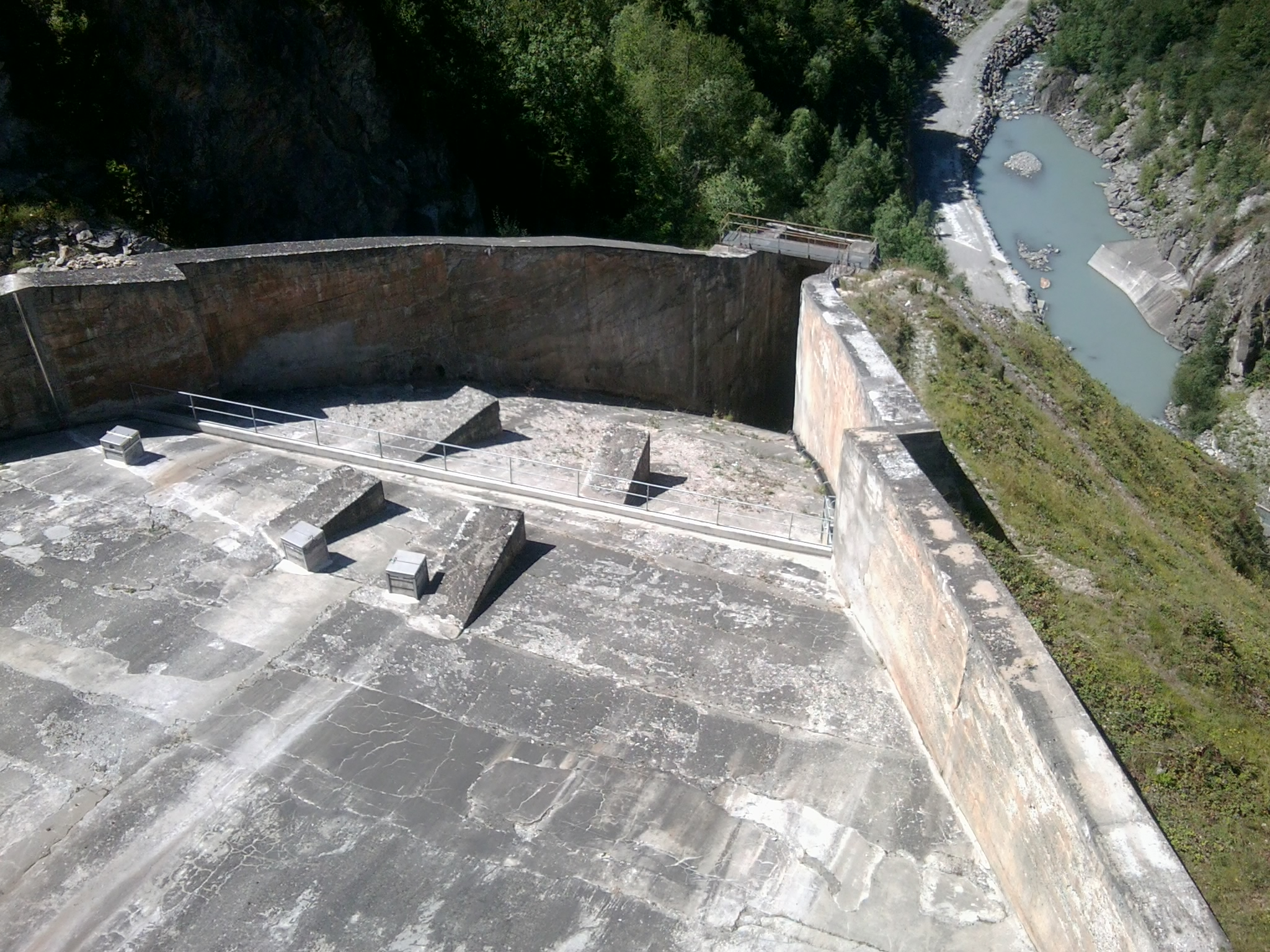
Les évacuateurs de crues.

Le barrage comporte un évacuateur de crue situé en rive gauche. En 1992, des travaux de réhabilitation effectués sur le barrage ont également permis de réaliser un nouvel évacuateur de crue, l'ancien étant abîmé. Ce dernier a permis de baisser la côte d'exploitation du barrage et est adapté à un projet de reconstruction complète du barrage.

## Avenir du barrage

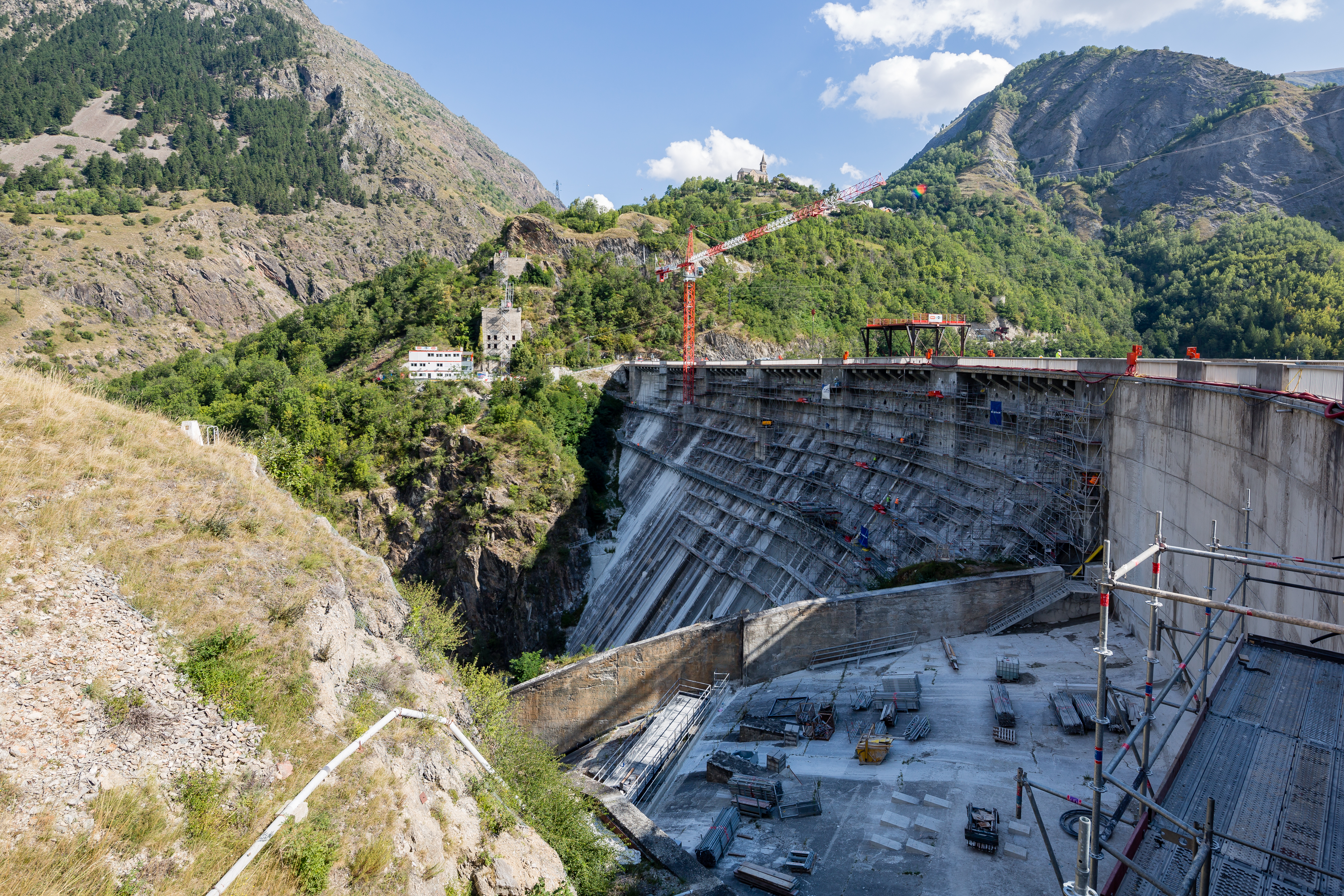
Travaux de confortement en 2013.

Après 80 ans d’existence, le barrage est victime du phénomène d'alcali-réaction (maladie du béton), il doit tous les quinze ans subir un traitement particulier. Des opérations de microsciage, de la structure permettent de prolonger sa durée de vie, mais l'État ne veut plus de ces contraintes aujourd’hui. C'est pour cela que dans les vingt ans à venir un remplacement du barrage est envisagé.